# Yan Gomes
Yan Gomes (ur. 19 lipca 1987) – amerykański baseballista pochodzenia brazylijskiego występujący na pozycji łapacza w Cleveland Indians. Jest pierwszym zawodnikiem w historii Major League Baseball urodzonym w Brazylii.

## Przebieg kariery
Gomes studiował na University of Tennessee, gdzie w latach 2007–2008 grał w drużynie uniwersyteckiej Tennessee Volunteers. W czerwcu 2009 roku został wybrany w 10. rundzie draftu przez Toronto Blue Jays i początkowo występował w klubach farmerskich tego zespołu, między innymi w Las Vegas 51s. W Major League Baseball zadebiutował 17 maja 2012 w meczu przeciwko New York Yankees na Rogers Centre, w którym zaliczył dwa uderzenia.
W listopadzie 2012 w ramach wymiany zawodników przeszedł do Cleveland Indians. W listopadzie był w składzie reprezentacji Brazylii podczas rundy kwalifikacyjnej do turnieju World Baseball Classic, jednak nie wystąpił w rundzie finałowej w marcu 2013 ze względu na przygotowania zespołu Indians do nowego sezonu. 31 marca 2014 podpisał nowy, sześcioletni z opcją przedłużenia o dwa lata kontrakt.
W 2014 został wyróżniony spośród łapaczy otrzymując nagrodę Silver Slugger Award. W lipcu 2018 po raz pierwszy w karierze otrzymał powołanie na Mecz Gwiazd MLB.

## Nagrody i wyróżnienia
| Nagroda/wyróżnienie  | Lata | Źródło |
| All-Star             | 2018 | [ 8 ]  |
| Silver Slugger Award | 2014 | [ 3 ]  |